# Termomeccanica
Termomeccanica è un'azienda del settore industriale metalmeccanico con sede alla Spezia; realizza e gestisce la progettazione e la costruzione di impianti per l'ambiente e compressori centrifughi e a vite.

## Società controllate
Termomeccanica S.p.A. è la holding del gruppo, il cui azionista unico è la società Le.Ca. del Dott. Enso Papi, presidente della società. 
Termomeccanica opera in Italia e all'estero attraverso le seguenti società operative, specializzate nei rispettivi mercati di riferimento:
- TM.I.C Spa - Termomeccanica Industrial Compressors
- TM.E. Spa - Termomeccanica Ecologia
- ADICOMP S.p.A.
- REVI TEC AG e REVI TEC Feuerungsbau AG

TM.I.C Spa - Termomeccanica Industrial Compressors sviluppa e commercializza compressori a vite per aria e per gas
TM.E. Spa - Termomeccanica Ecologia si occupa della progettazione e costruzione di opere di ingegneria ambientale ed industriale per la produzione di energia (da rifiuti solidi urbani e da fonti rinnovabili quali biomasse, biogas, eolico e solare) e per il trattamento tecnologico delle acque ad uso civile ed industriale (potabilizzazione, dissalazione e depurazione). La sua divisione Industrial process, si occupa della realizzazione di impianti per il trattamento degli effluenti gassosi da impianti industriali.
ADICOMP S.p.A. - sviluppa e commercializza compressori centrifughi e a pistone per aria e per gas. è particolarmente attiva nel campo della compressione del Biometano.
REVI TEC AG e REVI TEC Feuerungsbau AG sono due società Svizzere che si occupano della costruzione, manutenzione e service delle griglie di combustione per rifiuti urbani e non.

## Presenza geografica
Il Gruppo ha forti radici nel territorio spezzino, dove trae le sue origini e dove sono oggi situate la sede principale. Ha inoltre sedi operative distribuite nel mondo - Polonia, Portogallo, USA, Libia (Tripoli).

## La storia
Termomeccanica nasce nel 1912 alla Spezia, nel periodo in cui comincia a prendere forma fra Liguria, Piemonte e Lombardia il cuore dell'industria meccanica italiana, che lancerà a seguire l'industria automobilistica e ferroviaria. In questo contesto l'Arsenale della Spezia - al tempo il più grande d'Italia, inaugurato nel 1869 - cuore industriale della città, si distingue come stabilimento di altissimo spessore tecnologico, intorno a cui ruota una filiera di aziende di primo livello, fra cui Oto Melara (creata nel 1905) e appunto Termomeccanica Italiana.
L'azienda realizzava pompe e macchinari di bordo per le navi e si afferma, negli anni del Primo Conflitto Mondiale e fino alla crisi del '29, con capitale solo privato, grazie a importanti commesse della Marina Militare e dei grandi cantieri e armatori.
In questi primi venti anni fornisce pompe e compressori per numerose unità militari e per 32 motonavi, come il “Vulcania” e il “Saturnia”, e per i transatlantici “Conte Grande”, “Conte di Savoia” e “Rex”. In campo civile, dopo la fine della Guerra, realizza pompe e macchine a corredo di 21 impianti di cracking e le pompe per l'oleodotto di Baku-Batu, in URSS; le stazioni di pompaggio di numerosi acquedotti in Italia; l'impianto di ventilazione della galleria sulla direttissima Bologna-Firenze.
Nel 1934, a causa di difficoltà finanziarie dovute alla crisi economica, entra nell'IRI, divenendo una società a capitale pubblico. Sono gli anni dei grandi investimenti, anche in Ricerca e Sviluppo, per la creazione del sistema di infrastrutture del Paese: anche Termomeccanica potrà disporre di mezzi adeguati per riprendere e potenziare i propri programmi di espansione, avviando anche la produzione di compressori e impianti frigoriferi. In questi anni la Società produce le forniture per le corazzate “Vittorio Veneto” e “Andrea Doria”, per la flotta di sommergibili e per numerose navi mercantili; realizza anche l'impianto di pompaggio della nafta ad Assab. Nel 1940 Termomeccanica è fra le prime aziende in Italia a istituire una propria Scuola Aziendale, creando un legame ancora più forte con il territorio e sistematizzando la trasmissione della conoscenza, una competenza tecnica e tecnologica impareggiabile, alle nuove generazioni.
Termomeccanica, pur danneggiata nel 1945, riprende a pieno ritmo la propria attività negli anni del dopoguerra. Entra nel 1949, insieme a Oto Melara, in Finmeccanica, e investe e amplia la propria offerta produttiva negli anni a seguire: progetta e realizza infatti un'ampia gamma di pompe e compressori, per il trattamento delle acque per qualsiasi utilizzo, anche per l'alimentazione delle centrali idroelettriche, per usi industriali e per impianti di potabilizzazione. Si rafforza in questi anni il know how nella progettazione e realizzazione di grandi impianti che è alla base della leadership di oggi. Negli anni ‘70 comincia a svilupparsi l'impiantistica ambientale: Termomeccanica opera in settori sempre più ampi del trattamento delle acque e dei fluidi, oltre che nella dissalazione e nella depurazione delle acque reflue.
Con l'obiettivo di favorirne la crescita sui mercati internazionali e di creare un più grande polo di impiantistica “civile”, nel 1982 la Società viene di fatto integrata sotto EFIM in Oto Melara, di cui si intende promuovere una riconversione nel settore civile. La strategia tuttavia non ha successo, e l'integrazione dell'offerta delle due aziende si rivela poco praticabile. Il sistema delle partecipazioni statali, già in quel periodo, comincia ad essere attraversato dalla crisi.
Negli stessi anni, tuttavia, anche grazie a grandi investimenti, Termomeccanica sviluppa nuove, forti competenze in “settori chiave”: insieme ad Ansaldo, fornisce componenti e sistemi di altissima qualità per le prime centrali nucleari, quali quelle di Caorso e Montalto di Castro; è incaricata della realizzazione dell'impianto per la gestione delle acque reflue, e quindi per il risanamento, del Golfo di Napoli, il più grande impianto di depurazione per numero di abitanti in Italia; ottiene la concessione per la riconversione di tre linee di incenerimento rifiuti a Vercelli, con la realizzazione di un termovalorizzatore e l'incarico di gestione per 20 anni; il primo caso di referenza sia di concessione che di gestione di lungo periodo in Italia: è l'avvio della realizzazione dei grandi impianti, legato allo sviluppo della finanza di progetto.
Gli anni dal 1992 al 1995 sono i più difficili nella storia di Termomeccanica. Inserita all'interno di EFIM, la più debole delle partecipazioni statali, viene messa in liquidazione con essa nel 1992. Ma l'azienda tutta, che ha oltre 80 anni di storia e che ha sempre saputo coltivare un fortissimo orgoglio di appartenenza, grazie alla Scuola Aziendale e alla capacità di mantenere al proprio interno un centro di competenza tecnica di altissimo livello, crede nella sua continuità, e trova intorno a questo obiettivo il pieno supporto del territorio spezzino, di cui è parte integrante. Nel gennaio 1995 si concretizza così la soluzione: Termomeccanica viene acquisita da una cordata composta da partner industriali, il gruppo spagnolo Huarte e Enso Papi, imprenditore e manager di grande esperienza, e da una pluralità di investitori, interni o esterni all'azienda, che ne hanno a cuore la continuità: società costituite dai dirigenti e dai dipendenti, dai fornitori, dagli industriali e dagli artigiani di La Spezia, il Comune stesso e le banche Cariplo (oggi Gruppo IntesaSanPaolo) e Carispe (oggi Carispezia, gruppo Credit Agricole). La singolare esperienza condivisa del “salvataggio” trasforma Termomeccanica in un'azienda privata “modello di compartecipazione”, con un ampio azionariato, riflesso nel Consiglio di Amministrazione, in cui dal 1995 fino al 2023 ha sempre seduto un rappresentante dei dipendenti della Società stessa.
In linea con la globalizzazione, le aziende nate nel 1995 (TM S.p.A., TM.P. S.p.A. e TM.E. S.p.A.) espandono sempre più i loro mercati all'estero, a discapito dello stagnante mercato italiano. Nei primi anni del XXI secolo nascono: TM.P. Romania, studio di progettazione e produzione con sede a Bucarest; TM. Saudia (Dubai);
Tra il 2010 e il 2012 la crisi tocca la società che, ancora una volta, si mantiene comunque sul mercato rivolgendosi in particolare all'estero e acquisendo negli anni seguenti diverse commesse in Europa con TM.E. (Polonia, Portogallo) e importanti commesse in Russia e Medio Oriente con TM.P. grazie anche alla ricerca nel nuovo settore Oil & Gas.
Nel 2022 il gruppo avvia la dismissione della TM.P. S.p.A. che viene venduta alla società americana Trillium Flow Technologies uscendo così dal mercato delle pompe industriali e concentrandosi sullo sviluppo tecnologica sia nel settore del Waste to Energy con l'acquisizione della società svizzera REVI TEC (2024)  che nel settore dei compressori (TM.I.C. e Adicomp). 
Nel medesimo periodo (2023) l'azionista di maggioranza , la LE.CA. Invest Srl del Dott. Enso Papi acquisisce la totalità delle azioni del gruppo divenendone l'azionista unico.